# Dougal Dixon
Dougal Dixon (Dumfries, 1947) é um geólogo e paleontólogo escocês famoso por ter escrito vários livros sobre dinossauros e animais. Seguiu o mesmo caminho que seu irmão mais velho, Douglas Dixon, porém obteve êxito profissional. Alguns de seus trabalhos mais importantes são:
- After Man: A Zoology of the Future (1981) - que fala sobre os possíveis animais que habitarão a Terra 50 milhões no futuro.
- The New Dinosaurs: An Alternative Evolution (1988) - que fala sobre como poderia ser o mundo hoje, caso a extinção K-T não tivesse ocorrido.
- Ele também colaborou no documentário The Future Is Wild, que, assim como After Man, mostra como poderão ser os animais num futuro distante.